# 영암 장암정 대동계 문서
영암 장암정 대동계 문서(靈巖 場巖亭 大同契 文書)는 대한민국 전라남도 영암군 영암읍 장암리에 있는 조선시대의 대동계 문서이다. 2019년 11월 14일 전라남도의 문화재자료 제337호로 지정되었다.

## 지정 사유
17세기부터 현재까지 350여 년 동안 지속된 남평문씨 동족마을의 중요한 기록유산으로 사회경제사 측면과 역사적․학술적 가치가 충분하다.
문중 조직과 운영 등 사회사적 측면과 각종 물가 변동을 통해 조선후기와 근현대 시기 경제적 변화를 고찰할 수 있는 중요한 자료이다.

## 같이 보기
- 장암정 - 전라남도의 기념물 제103호

## 참고 문헌
- 영암 장암정 대동계 문서 - 국가유산청 국가유산포털